# Palazzi di Catania
A Catania si trovano numerosi edifici pubblici e privati di particolare rilievo architettonico e artistico. Il capoluogo etneo si pone tra le città più antiche d'Italia, con più di 2500 anni di storia (fu infatti fondata nel 729 a.C. circa).
La città fu quasi interamente distrutta in più occasioni da colate laviche dovute ad eruzioni vulcaniche dell'Etna, come quella del 1669, e da sismi, come quello del 1169 e quello del 1693. Quest'ultimo fu seguito da un brillante piano di ricostruzione, pensato dal Duca di Camastra Giuseppe Lanza e imperniato attorno a quattro larghi e retti assi viari, ovvero le attuali vie Etnea, Giuseppe Garibaldi, Vittorio Emanuele II e Antonino di San Giuliano. Su queste vie si affacciano numerosi tra i più pregiati palazzi cittadini, costituenti un patrimonio architettonico prettamente post-seicentesco. Molti edifici barocchi sono infatti settecenteschi e per questo chiamati "tardo-barocchi" o "barocchetti": buona parte di questi sono stati realizzati nella prima fase ricostruttiva della città e oggi la maggior parte sono tutelati dall'UNESCO come Patrimonio dell'umanità, entro il sito seriale delle "Città tardo barocche del Val di Noto".

## Elenco dei Palazzi di Catania
Segue qui un ampio elenco dei palazzi storici ancora oggi visibili sul territorio comunale di Catania. I palazzi sono in ordine alfabetico:
- Casa di Carlo Gemmellaro
- Casa di Mario Rapisardi
- Casa Nicotra
- Casa sulla Lava
- Casa Verga
- Collegio dei Gesuiti (XVIII secolo)
- Collegio Stesicoro
- Convitto nazionale Mario Cutelli (XVIII secolo)
- Garage Musmeci
- Palazzetto Zuccarello
- Palazzina Società Generale Elettrica
- Palazzo Ardizzoni (XVIII secolo)
- Palazzo Asmundo Francica-Nava (XVIII secolo)
- Palazzo Asmundo di Gisira (XVIII secolo)
- Palazzo Auteri Perrotta (XIX secolo)
- Palazzo Battiato
- Palazzo Benenati
- Palazzo Beneventano della Corte (XIX secolo)
- Palazzo Berretta
- Palazzo Bicocca
- Palazzo Biscari (XVIII secolo)
- Palazzo Boccadifuoco (XVIII secolo)
- Palazzo Bonaccorsi di Casalotto
- Palazzo Bonaiuto o Bonajuto
- Palazzo Cannizzaro (XIX secolo, via Etnea n.377)
- Palazzo Cantarella (XX secolo)
- Palazzo Cilestri (XVIII secolo)
- Palazzo Clarenza di San Domenico (XVIII secolo)
- Palazzo Costarelli (XIX secolo)
- Palazzo Curìa
- Palazzo da pigione Tringali (XX secolo)
- Palazzo degli Elefanti (XVIII secolo)
- Palazzo Del Grado (XX secolo)
- Palazzo della Borsa (XX secolo)
- Palazzo dell'Ente siciliano di elettricità (XX secolo)
- Palazzo delle Poste (XX secolo)
- Palazzo dell'Università (XVIII secolo)
- Palazzo del Seminario dei Chierici (XVIII secolo)
- Palazzo di Giustizia (XX secolo)
- Palazzo Di Stefano (XX secolo)
- Palazzo Dottore
- Palazzo Duca di Camastra o Malerba (XX secolo)
- Palazzo Fassari Pace (XVIII secolo)
- Palazzo Ferrarotto, già Albergo Orientale
- Palazzo Ferrarotto Paternò Landolina (XIX secolo)
- Palazzo Fragalà Fasanaro (XIX secolo)
- Palazzo Gagliani
- Palazzo Garretto (XX secolo)
- Palazzo Gioeni Asmundo (XVIII secolo)
- Palazzo Gravina Cruyllas o Casa di Vincenzo Bellini (XVIII secolo)
- Palazzo Guzzardi
- Palazzo Hernandez
- Palazzo Ingrassia (XIX secolo)
- Palazzo Isaja o Isaia (XVIII e XIX secolo)
- Palazzo Landolina
- Palazzo Lanzerotti
- Palazzo La Piana (XVIII secolo)
- Palazzo La Via
- Palazzo Libertini Scuderi (XIX secolo)
- Palazzo Manganelli (XVIII secolo)
- Palazzo Mannino Acampora
- Palazzo Marano Giuffrida (XX secolo)
- Palazzo Marletta (XVIII secolo)
- Palazzo Mascali
- Palazzo Massa di San Demetrio (XVIII secolo)
- Palazzo Mazza di Villallegra
- Palazzo Mazzone o Moresco (XX secolo)
- Palazzo Monaco (XX secolo)
- Palazzo Musmeci
- Palazzo Pancari Ferreri (XIX secolo)
- Palazzo Pardo (XVIII secolo)
- Palazzo Paternò Auteri, poi "Collegio del Sacro Cuore di Gesù", e dal 1985 Conservatorio Vincenzo Bellini
- Palazzo Paternò del Toscano (XIX secolo)
- Palazzo Paternò Castello di Càrcaci (XVIII secolo)
- Palazzo Paternò Castello di Regalcaccia e Spinagallo (XVIII secolo)
- Palazzo Paternò Castello di Sperlonga e Manganelli (XVIII secolo)
- Palazzo Pedagaggi, già Calì e Raddusa (XIX secolo)
- Palazzo Peratoner
- Palazzo Platamone, poi "Convento di San Placido" e attualmente "Casa/Palazzo della Cultura"
- Palazzo Platania (XIX secolo)
- Palazzo Polino Sant'Alfano, già Anzalone (XVIII secolo)
- Palazzo Porto Sollima
- Palazzo Reburdone (XVIII secolo)
- Palazzo Rindone
- Palazzo Roccaforte (XVIII secolo)
- Palazzo Rosa o Maiorana/Majorana (XX secolo)
- Palazzo San Giuliano (XVIII secolo)
- Palazzo Scammacca della Bruca (XVIII secolo)
- Palazzo Scammacca del Murgo
- Palazzo Scandurra
- Palazzo Serravalle (XVIII secolo)
- Palazzo Speciale (inizi XX secolo)
- Palazzo Stella
- Palazzo Terranova (XX secolo)
- Palazzo Tezzano (XVIII secolo)
- Palazzo Tremestieri
- Palazzo Trewhella (XVIII secolo)
- Palazzo Trigona di Misterbianco (XVIII secolo)
- Palazzo Ursino
- Palazzo Vadalà
- Palazzo Valdisavoia (XVIII secolo)
- Palazzo Valle (XVIII secolo)
- Palazzo Vasta Fragalà
- Palazzo Villaroel (XVIII secolo)
- Palazzo Vitrano o Vucetich
- Palazzo Zappalà
- Palazzo Zappalà Asmundo Grimaldi (XIX secolo)
- Palazzo Zappalà Gemelli (XVIII secolo)
- Palazzo Zappalà Tornabene
- Palazzotto Abate
- Palazzotto Biscari alla Collegiata (XVII secolo)